# カゼルタ宮殿
カゼルタ宮殿（イタリア語: Reggia di Caserta）は、イタリア共和国カンパニア州のカゼルタにある宮殿。18世紀後半に、ナポリ王国（ブルボン朝）の王によって建設された。18世紀にヨーロッパで建てられた中で最も巨大な宮殿といわれる。
1997年、ヴァンヴィテッリの水道橋とサン・レウチョの邸宅群と共にUNESCO世界遺産に登録された。

## 歴史
宮殿の建設は、1752年にナポリ王カルロ7世（後のスペイン王カルロス3世）の命令で、お抱え建築家ルイージ・ヴァンヴィテッリ（Luigi Vanvitelli）指揮の下に始められた。カルロ7世はヴァンヴィテッリの作った宮殿の模型を見て『胸から心臓を引き裂かれるような』深い感動を覚えたという。結局、カルロ7世は宮殿で寝泊まりすることのないまま1759年にスペイン王位に就き、建設が終わったのは三男フェルディナンド4世（のちの両シチリア王フェルディナンド1世）の代になってからだった。
ヴァンヴィテッリが政治的にも社会的にも宮殿の理想としたのは、ヴェルサイユ宮殿だったが、多様性と性質に注目すべき違いがあった。格調高い付属した自然のバロック風の眺めに面して、小さな都市の社会的建築物を伴うどっしりとした建物の中に宮廷と官公庁を入れ、王のために供給される物と集められる物との似たような問題を解いたのである。
カルロ7世が育ったマドリードの王宮はフェリペ5世のためフィリッポ・ユヴァーラによって、シャルロッテンブルク宮殿をモデルに考案された。広々とした八角形の玄関は、ヴェネツィアにあるサンタ・マリア・デッラ・サルーテ聖堂に触発されたように思える（聖堂内のパラティン礼拝堂が、しばしばロベール・ド・コット作ヴェルサイユ宮の王室礼拝堂と比較される）。 
宮殿建設の動機は、カゼルタに王国の新たな行政上の壮麗な首都を築くことにあり、海からの宮廷への攻撃を避ける狙いがあった。カルロ7世はカゼルタ宮に劇場、巨大図書館、大学を作ることを決めた。
ルイージ・ヴァンヴィテッリは1773年に死去し、建設は息子カルロ・ヴァンヴィテッリが引き継いで1780年に完成した。完成したとき、宮殿は1200部屋と24の国の庁舎、のちにナポリのサン・カルロ劇場がモデルとしたという付属劇場があった。
カゼルタ・ヴェッキアの人口は、新宮殿を中心として10キロメートル四方に広がった。サン・レウチョでは絹織物の繊維工場が隆盛を極め、現在工場は展示館となっている。
20キロメートルの長さがある大通りは、ナポリと宮殿をつなぐためのものだったと言われている。

## 概略

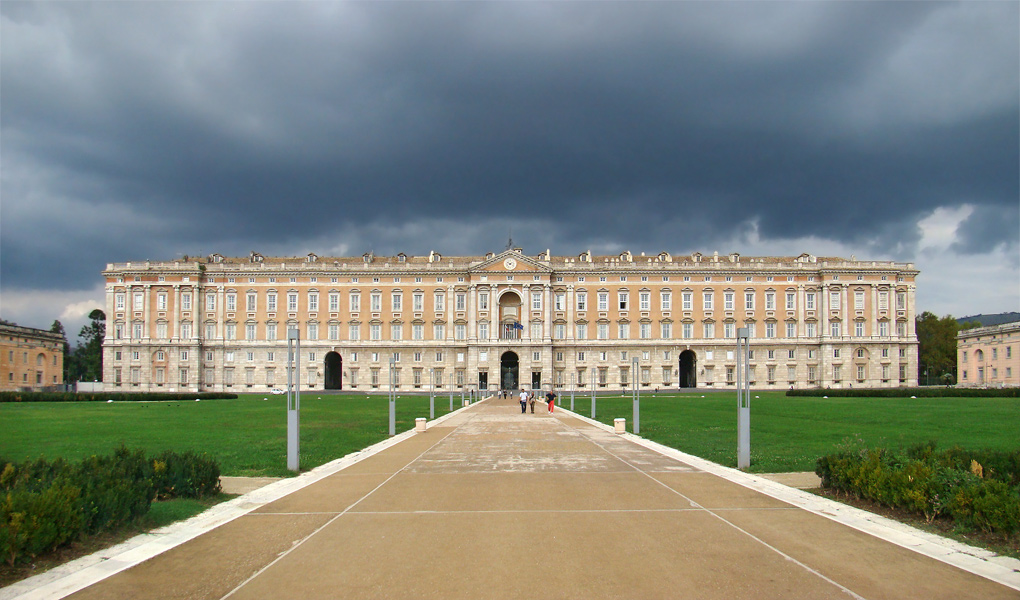
宮殿正面

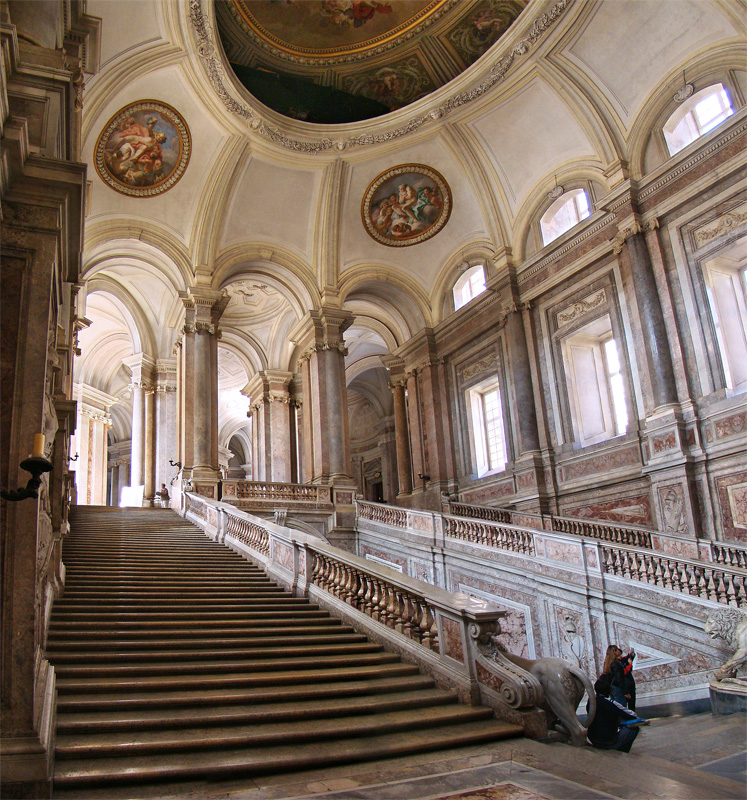
宮殿内部にある表敬の階段

宮殿は、247メートル×184メートルの長方形となっている。四方は2つの直角のアームでつながれ、中庭が4つあり、どれも3800平方メートル以上ある。建物外側の弓状の連なりと合致したファサード後方に、巨大な前庭が広がる。ごちゃまぜになった建物は、日常業務を円滑にするようにと建てられたものである。左手の弧は兵舎として建てられた。ここは第二次世界大戦中、アメリカ軍第5師団が休息センターとして接収していた。
王宮部分の全てはヴェルサイユ宮殿に触発されたもので、カゼルタ宮殿は原型を追従する最大のものである。いまだ建築当時のままである欄干のある眺め、長い変化のないファサードの中にある装飾的構造物によって、わずかな壊れ目が用意されている。ヴェルサイユのように、広大な水路が驚くべき水辺の展示のために水を引きこんで成り立っている。
宮殿はフランスと同じく、真のバロック様式として、不朽のブルボン王家の権威を象徴する場として設計された。カゼルタにおける誤りは、王の階であるピアノ・レアーレより上にある。この階は他の階と等しい建築的価値と雄大さがある。後期バロックのサローニは、国の富を見せつける場所であると同様、政府の中心地であった。宮殿は王家の私室と、ナポリ王家宮廷とにあてられており、宮殿敷地内には政府庁舎や国立図書館、大学、国立劇場が建てられていた。これらは、ナポリの無秩序やむさくるしさから切り離されていた。
カゼルタでのナポリ王は、パリの喧噪から逃れたルイ14世と同じやり方で、首都の暴徒と内紛から離れていられたのである。その上、規模と華美さから、内陸の利点を生かし、ナポリ湾に面し海からの攻撃を避けられないかつての王宮よりさらに防御的になった。王のために、宮殿敷地内に護衛用兵舎が建てられた。今日、広大な中央エントランスの車道は、市の循環道路の中に編入されている。

## 公園

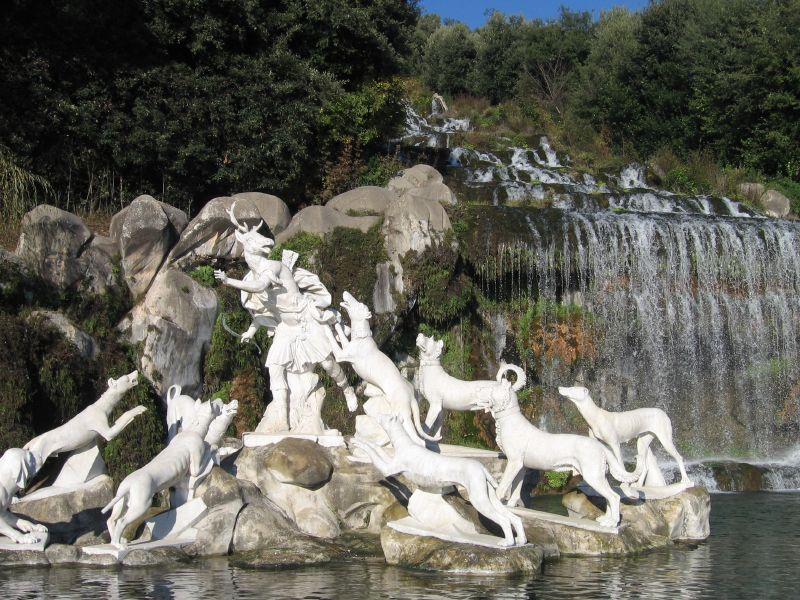
人工滝のアクタイオン像

庭園は典型的なバロック様式で、120ヘクタールあり、丘陵地形である。ヴェルサイユ庭園に触発されたものだが、美しさにおいては勝っているとみなされている。公園は宮殿の後方ファサードに始まり、人工の噴水と滝のある長い小道が片側を通る。上部分は、1780年代にカルロ・ヴァンヴィテッリとジョン・グレアファーが設計した英国式庭園がある。ジョン・グレアファーは、ジョゼフ・バンクスによりナポリ駐在のイギリス外交官ウィリアム・ハミルトンに推薦された人物で、造園家である。この庭園は、初期にヨーロッパ大陸に造られた英国式庭園である。
噴水と人工滝はどれも井戸によって満たされている。ルイージ・ヴァンヴィテッリによる建築と水圧学のたまもので、距離のある広い運河から水平線上に水が引かれている。サンクトペテルブルク郊外のペテルゴフ宮殿に対抗したものといわれている。有名な噴水として以下のものがある。
- ディアナとアクタイオンの噴水 - パオロ・ペルシコ、ブルネッリ、ピエトロ・ソラーリの彫刻
- アフロディテとアドニスの噴水（1770年 - 1780年）
- イルカの噴水（1773年 - 1780年）
- アイオロスの噴水
- セレスの噴水

像のほとんどが、古典的な古物をモデルとしてガエターノ・サロモーネが王宮庭園のためにつくったもので、大規模な工房で創作された。

## 映画撮影
カゼルタは、1999年の映画『スター・ウォーズ エピソード1/ファントム・メナス』と2002年の『スター・ウォーズ エピソード2/クローンの攻撃』の劇中で、アミダラ女王の宮殿として撮影された。同じ部屋が、『ミッション:インポッシブル3』でバチカン市国として使用されている。この映画では撮影のために宮殿内側の広場でランボルギーニが実際に爆破されている。他にも『天使と悪魔』でも階段がバチカン市国の階段として撮影された。

## 登録基準
この世界遺産は世界遺産登録基準のうち、以下の条件を満たし、登録された（以下の基準は世界遺産センター公表の登録基準からの翻訳、引用である）。
- (1) 人類の創造的才能を表現する傑作。
- (2) ある期間を通じてまたはある文化圏において、建築、技術、記念碑的芸術、都市計画、景観デザインの発展に関し、人類の価値の重要な交流を示すもの。
- (3) 現存するまたは消滅した文化的伝統または文明の、唯一のまたは少なくとも稀な証拠。
- (4) 人類の歴史上重要な時代を例証する建築様式、建築物群、技術の集積または景観の優れた例。